# Comté de Lincoln (Missouri)
Pour les articles homonymes, voir Lincoln et Comté de Lincoln.
Le comté de Lincoln (en anglais : Lincoln County) est un comté de l'État américain du Missouri. 

## Comtés voisins
- Comté de Warren (à l'ouest)
- Comté de Montgomery (à l'ouest)
- Comté du Pike (au nord)
- Comté du Calhoun (à l'est)
- Comté de Saint Louis (au sud)

## Transports
- U.S. Route 61
- Missouri Route 47
- Missouri Route 79

## Villes
- Troy
- Elsberry
- Silex
- Moscow Mills
- Winfield